# Drap
Drap (in occitano Drap, in italiano Drappo) è un comune francese di 4.500 abitanti situato nel dipartimento delle Alpi Marittime della regione della Provenza-Alpi-Costa Azzurra.
I suoi abitanti sono chiamati Drapois.

## Geografia fisica
Il paese di Drap è ad appena sette chilometri a nord est di Nizza, la città più grande dei dintorni, è situato a 95 metri d'altitudine ed è contornato dai comuni di Cantaron, La Trinité ed Èze.
Il comune è vicino al Parco nazionale del Mercantour, a circa 17 km di distanza.

## Storia
Il comune di Drappo fin dal 1388, ha seguito con tutta la contea di Nizza, le vicende storiche prima della Contea di Savoia e del Ducato di Savoia, e poi dopo il Congresso di Vienna, dal 1815 al 1860, le sorti del Regno di Sardegna-Piemonte, per essere poi annesso alla Francia.

### Dissesto idrogeologico
Numerose catastrofi naturali sono occorse al comune di Drap dal 6 novembre 1982 al 16 dicembre 2008:
- dal 6 novembre 1982 al 10 novembre 1982: Tempeste di pioggia e frane;
- dal 5 gennaio 1994 al 10 gennaio 1994: Smottamento di terreno (frane);
- dal 6 gennaio 1994 al 13 gennaio 1994: Inondazioni e colate di fango;
- dal 26 settembre 1994 al 27 settembre 1994: Inondazioni e colate di fango;
- dal 4 novembre 1994 al 6 novembre 1994: Inondazioni e colate di fango;
- dall'11 gennaio 1996 al 12 gennaio 1996: Inondazioni e colate di fango;
- dal 30 settembre 1998 al 30 settembre 1998: Smottamento di terreno (frana);
- dal 30 settembre 1998 al 30 settembre 1998: Inondazioni e colate di fango;
- dall'11 ottobre 2000 all'11 ottobre 2000: Inondazioni e colate di fango;
- dal 30 ottobre 2000 al 31 ottobre 2000: Movimenti di terreno (frane);
- dal 30 ottobre 2000 al 31 ottobre 2000: Inondazioni e colate di fango;
- dal 5 novembre 2000 al 6 novembre 2000: Movimenti di terreno (frane);
- dal 5 novembre 2000 al 6 novembre 2000: Inondazioni e colate di fango;
- dal 1º luglio 2003 al 30 settembre 2003: Movimenti di terreno (frane), differenziali, conseguenti cioè alla siccità prolungata ed alla reidratazione rapida del suolo, per piogge abbondanti;
- dal 2 dicembre 2005 al 3 dicembre 2005: Inondazioni e colate di fango;
- dal 14 dicembre 2008 al 16 dicembre 2008: Movimenti di terreno (frane).

### Simboli
Lo stemma comunale di Drap si blasona:
L'albero simbolizza la coltivazione dell'olivo; la ruota, attributo di santa Caterina, ricorda anche la ruota dei mulini; il pastorale è simbolo del vescovo di Nizza e conte di Drap; il fiore di lino richiama l'attività della tessitura.

## Monumenti e luoghi d'interesse
- Chiesa di San Giovanni Battista (Église Saint Jean-Baptiste);
- Cappella di Santa Caterina d'Alessandria (Chapelle Sainte-Catherine d'Alexandrie);
- Frantoio genovese (Moulin à huile génois).

## Società

### Evoluzione demografica
Abitanti censiti